# Raoul Anthony
Raoul Anthony, né le 12 octobre 1874 à Châteaulin et mort le 1er septembre 1941 à Quimper, est un médecin français, médecin militaire, anthropologue, professeur d'université.

## Biographie
Raoul Anthony nait le 12 octobre 1874 à Châteaulin. Son père Louis Anthony est vétérinaire. Il effectue ses études secondaires au lycée de Quimper. Il étudie la médecine militaire à l'École du service de santé des armées de Lyon.  
En 1898, il obtient son doctorat en médecine, encadré par le professeur Léo Testut. 
À partir de 1899 il devient membre de la Société d'anthropologie de Paris.
En 1903, il quitte l'armée pour prendre un poste de préparateur au laboratoire d’Anatomie comparée du Muséum national d'histoire naturelle.
En 1922, il devient professeur titulaire de la chaire d’Anatomie comparée.
En plus de l'anthropologie, il connaissait bien la zoologie, les langues et l'histoire.
Le 1er septembre 1941, il décède à Quimper et est inhumé à Châteaulin.
Il est aussi le traducteur du Léviathan de Thomas Hobbes en français.

## Principaux ouvrages

### Traducteur
- Thomas Hobbes, Leviathan ou la Matière, la Forme et la Puissance d'un État ecclésiastique et civil : Traduction française en partie double d'après les textes anglais et latin originaux. Tome premier - De l'Homme, Paris, Marcel Giard, 1921 (lire en ligne)